# Artemis 1

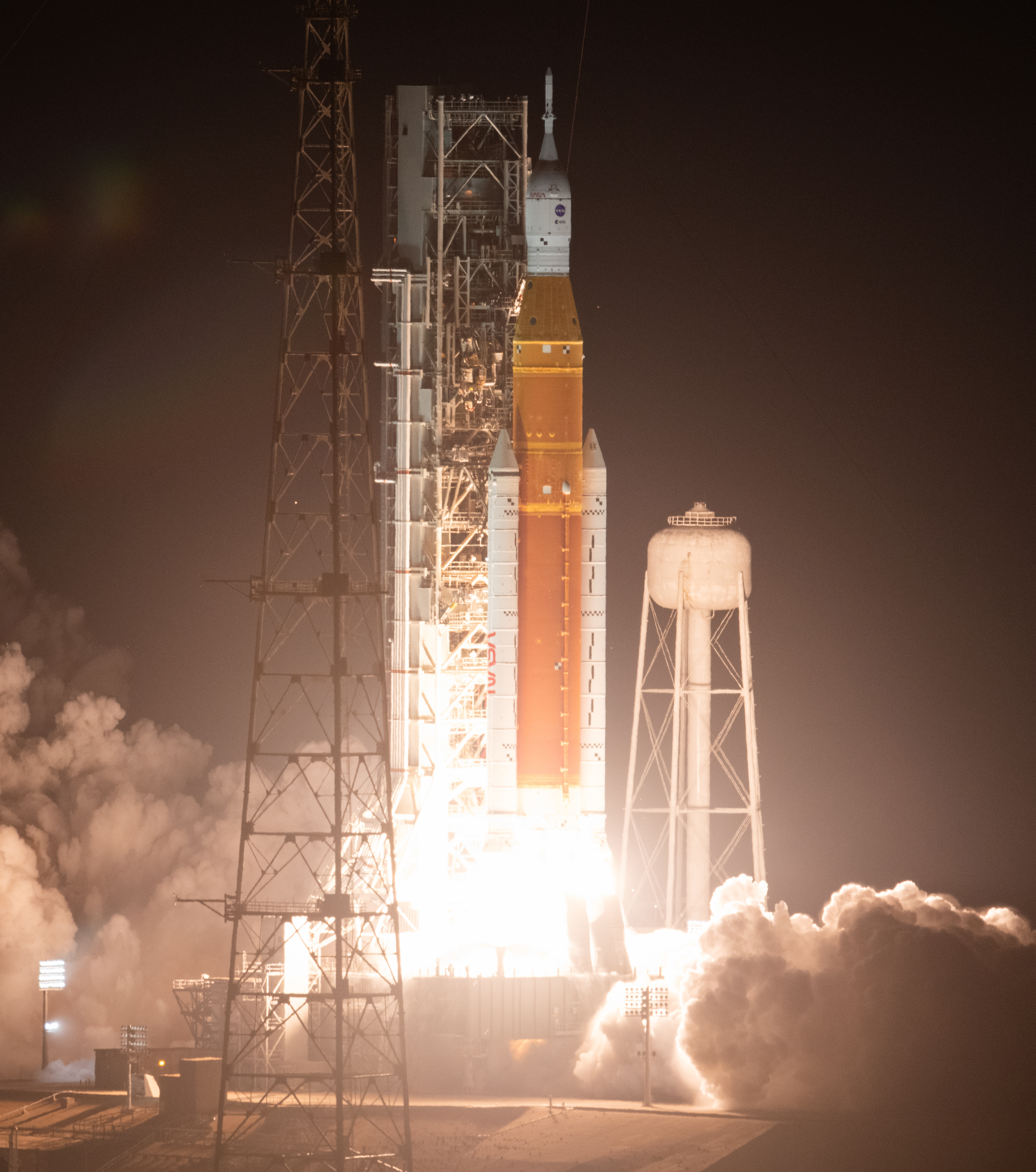
SLS-raketen lyfter Artemis 1 från Kennedy Space Center, LC-39B.

Artemis 1 (även benämnd Artemis I) var en obemannad rymdfärd till månen och den första rymdfärden i Artemisprogrammet. Artemis 1 var tillika den första flygningen av Space Launch System (SLS) och den andra flygningen för rymdfarkosten Orion MPCV. Uppskjutningen skedde den 16 november 2022 från Launch Complex 39B på Kennedy Space Center.
Rymdfärden pågick i cirka 3 veckor, varav 6 dagar i en retrograd rörelse runt månen. Den 11 december återinträdde farkosten i jordens atmosfär och landade i Stilla havet. Syftet var att testa SLS och Orion inför kommande bemannade expeditioner. Artemis 1 avses efterföljas av Artemis 2 som planeras skjutas upp i november 2024.

## Historik
Rymdfärden gick ursprungligen under beteckningen Space Launch System 1 (SLS-1) och antog senare namnet Exploration Mission-1 (EM-1). Det ursprungliga uppskjutningsdatumet var i december 2017.
I oktober 2019 angavs den officiella tidpunkten för uppskjutning till slutet av 2020; i januari 2020 meddelades dock att uppskjutningen framflyttats ytterligare till 2021.  Detta senarelades sedan till andra halvåret 2022. I juli 2022 meddelade NASA att man siktar på att uppskjutningsfönster mellan 29 augusti och 5 september samma år.
På grund av en väteläcka fick nedräkningen avbrytas under ett uppskjutningsförsök 29 augusti 2022. Nasa hoppades att problemet skulle kunna identifieras snabbt och att en uppskjutning var möjlig inom samma uppskjutningsfönster. Det gick dock inte. 8 september meddelade myndigheten att nästa uppskjutningsförsök skulle ske 23 september. Dessa planer tillintetgjordes av att orkanen Ian skulle passera Kennedy Space Center kort innan uppskjutning och beslut togs att rulla tillbaka raketen in i VAB. Detta för att inte riskera att raketen skulle skadas av vädret och för att ge tekniker en bättre möjlighet att laga läckan som ställt in det första uppskjutningsförsöket. Tekniker fick då även möjlighet att byta batteri i de säkerhetssystem som spränger raketen ifall den under sin färd skulle hamna ur kurs.

## Uppdrag
Artemis 1 syftade till att testa SLS och Orionkapseln för att visa att de är säkra innan första uppskjutningen med människor ombord. 
| Förfluten uppdragstid             | Händelse                                                                            | Plats                                     |
| --------------------------------- | ----------------------------------------------------------------------------------- | ----------------------------------------- |
| 0 timmar, 0 minuter, 0 sekunder   | Uppskjutning                                                                        | Kennedy Space Center LC-39B               |
| 0 timmar, 2 minuter, 12 sekunder  | Startraketerna separerade från raketen                                              |                                           |
| 0 timmar, 3 minuter, 11 sekunder  | Kåpan på servicemodulen separerades från farkosten                                  |                                           |
| 0 timmar, 3 minuter, 16 sekunder  | Räddningsraketen separerade från farkosten                                          |                                           |
| 0 timmar, 8 minuter, 3 sekunder   | Första stegets huvudmotorer stängdes av                                             |                                           |
| 0 timmar, 8 minuter, 15 sekunder  | Första steget separerade från farkosten                                             |                                           |
| 0 timmar, 18 minuter, 9 sekunder  | Orions solpaneler började fällas ut                                                 |                                           |
| 0 timmar, 52 minuter, 56 sekunder | Manöver för att höja periapsis                                                      |                                           |
| 1 timme, 29 minuter, 27 sekunder  | ICPS motorer tändes för att påbörja färden mot månen                                | Låg omloppsbana om jorden                 |
| 1 timme, 57 minuter, 36 sekunder  | Orion separerades från ICPS                                                         |                                           |
| 1 timme, 58 minuter, 58 sekunder  | Orion manövrerade bort från ICPS                                                    |                                           |
| 3 timmar, 21 minuter, 36 sekunder | ICPS korrigerade sin kurs för att inte fastna i omloppsbana                         |                                           |
| 7 timmar, 47 minuter, 31 sekunder | Orion gjorde sin första kurskorrigering                                             |                                           |
| Dag 2-5                           | Färd mot månen                                                                      |                                           |
| Dag 6-9                           | Inträde i avlägsen retrograd omloppsbana runt månen                                 | Omloppsbana kring månen                   |
| Dag 10-15                         | I avlägsen retrograd omloppsbana runt månen                                         |                                           |
| Dag 11                            | Slog Apollo 13:s rekord för distans till jorden hos en farkost avsedd för människor |                                           |
| Dag 13                            | Maximal distans till jorden uppnådd, 480 500 km                                     |                                           |
| Dag 16-19                         | Utträde ur omloppsbana                                                              |                                           |
| Dag 20-26                         | Återfärd mot jorden                                                                 |                                           |
| Dag 26                            | Återinträde i atmosfären                                                            |                                           |
| Dag 26                            | Landning på jorden                                                                  | Stilla havet, utanför kusten vid San José |

### Last och experiment
I kåpan mellan Orionkapseln och Interim Cryogenic Propulsion Stage (ICPS) fanns tio stycken kubsatelliter som släpptes loss samtidigt som de två stegen separerade från varandra.  Kubsatelliterna är 6 enheter (6U) stora. En enhet är, när det gäller kubsatelliter, ungefär 1 dm3.
Inne i Orionkapseln fanns även två kramdjur, ett från NASA som föreställde Snobben och ett från ESA som föreställde Fåret Shaun. Sedan Apolloprogrammet har kramdjur använts som indikatorer på att viktlöshet råder i farkosten.

#### Lunar IceCube
Lunar Icecube skulle leta efter vatten och andra resurser på och strax under månytan som ska kunna hjälpa astronauter vid framtida uppdrag på månytan. Ett av experimenten skulle dessutom söka efter vatten i månens tunna atmosfär (exosfären). Satelliten är 6U stor och väger 14 kg. Lunar IceCube drivs av en jonmotor.

#### LunaH-Map
Sonden skulle söka efter väte i delar av månen som alltid är i skugga i kratrarna vid månens sydpol. Framförallt skulle den se hur mycket väte som ligger i den vattenis som finns på månens yta. Satelliten är 6U stor och beräknades leva i 60 dagar efter att uppdraget påbörjats. Omloppsbanan skulle vara väldigt elliptisk, som närmast kom den att passera 5-10 km från månens yta.
Sonden lyckades inte starta motorn som planerat när den flög förbi månen. Troligen var det en ventil som fryst fast. Nasa meddelade 22 november att man försökte värma upp sonden så att ventilen skulle kunna tina. Skulle motorn börja fungera de närmsta månaderna efter den första misslyckade motorstarten kunde uppdraget fortfarande räddas i sin helhet. Skulle det ta längre tid att åtgärda problemet kunde det bli aktuellt att skicka sonden mot en jordnära asteroid och kartlägga dess väteförekomster istället.

#### OMOTENASHI
OMOTENASHI är 6U stor och har utvecklats av JAXA för att testa en möjlig design för små månlandare. Den har en raketmotor som drivs av fast bränsle som ska tändas för att få ner sondens hastighet till ca 30 m/s strax innan landning. Av de ursprungliga 12,6 kg som sonden väger står landaren för 1 kg och raketmotorn för 6 kg. Efter att raketen brunnit ut skulle den separeras från landaren och två kuddar blåsas upp. Dessa skulle skydda landaren vid sammanstötningen med månytan. Väl på månens yta skulle sonden mäta strålning och rörelser i regoliten.
21 november tillkännagav JAXA att de inte kommer att kunna landa sonden på månen. Efter separation från ICPS hade organisationen problem att få kontakt med och kontroll över sonden. Detta medförde att man inte kunde orientera solpanelerna mot solen, vilket i sin tur ledde till att batterierna inte kunde laddas.

#### NEA Scout
Sondens främsta syfte var att testa ett solsegel. När den släpptes från SLS skulle den söka efter jordnära asteroider. Efter att ett lämpligt mål valts ut skulle solseglet vecklas ut. Planen var att komma nära en av asteroiderna och ta bilder på den från nära håll. Utvecklat är solseglet 86 m² stort.
Efter separation från ICPS den 16 november verkar något ha gått snett. NASA meddelade att man 21 november skickat ut ett antal anrop till sonden om att den ska veckla ut sitt solsegel i förväg. De har inte fått någon kontakt med sonden sedan den skickades upp. Förhoppningen är att sonden ändå hört de anrop som skickats ut och att den då vecklar ut sitt solsegel, vilket skulle göra det möjligt att se den från jorden med hjälp av teleskop.

#### CuSP
CuSP skulle studera partiklar från solen. Efter att den släppts från ICPS skulle den färdas ut till en omloppsbana runt solen. Ombord fanns tre instrument som skulle mäta solväder:
- En spektrograf (SIS, Suprathermal Ion Spectrograph) som skulle mäta lågenergetiska solpartiklar
- Ett teleskop (MERiT, Miniaturized Electron and Proton Telescope) som skulle mäta högenergetiska solpartiklar
- En magnetometer (VHM, Vector Helium Magnetometer) som skulle övervaka magnetfältets styrka och riktning.

Tillsammans hjälpte instrumenten ombord forskare att studera förhållandena mellan jorden och solen. Sonden är 6U stor.

#### Övriga kubsatelliter
Utöver de ovan nämnda kubsatelliterna skulle även sonderna nedan släppas från ICPS kåpa:
- LunIR skulle flyga förbi månen och ta bilder på potentiella landningsplaser.
- EQUULEUS skulle undersöka strålning runt månen och testa nya kontrollsystem för satelliter.
- BioSentinel skulle undersöka hur strålningen runt månen påverkar jäst under lång exponering.
- Team Miles skulle testa raketmotorer drivna av jod för att ta sig från månen mot Mars.
- ArgoMoon skulle samla in data om ICPS under resan mot månen